# Spetsnaz (Band)
Spetsnaz ist eine schwedische EBM-Band aus Örebro. Die Band hat sich nach der russischen Spezialeinheit Speznas benannt. Inspiriert wurde Spetsnaz durch die Pioniere der EBM: Nitzer Ebb, Front 242, Die Krupps und DAF.

## Geschichte
Im November 2006 sagte das Duo die laufende Tour mit And One ab. Die Presse berichtete über ihre Trennung aufgrund von bandinternen Differenzen. Aber nur einen Tag später gab ihre Plattenfirma bekannt, dass es Verhandlungen über die Wiederaufnahme der Band gebe, aber dass Nilsson auch solo weitermachen würde. Die Wiedervereinigung geschah für einen Auftritt mit DAF, der das Album Deadpan nach sich zog.

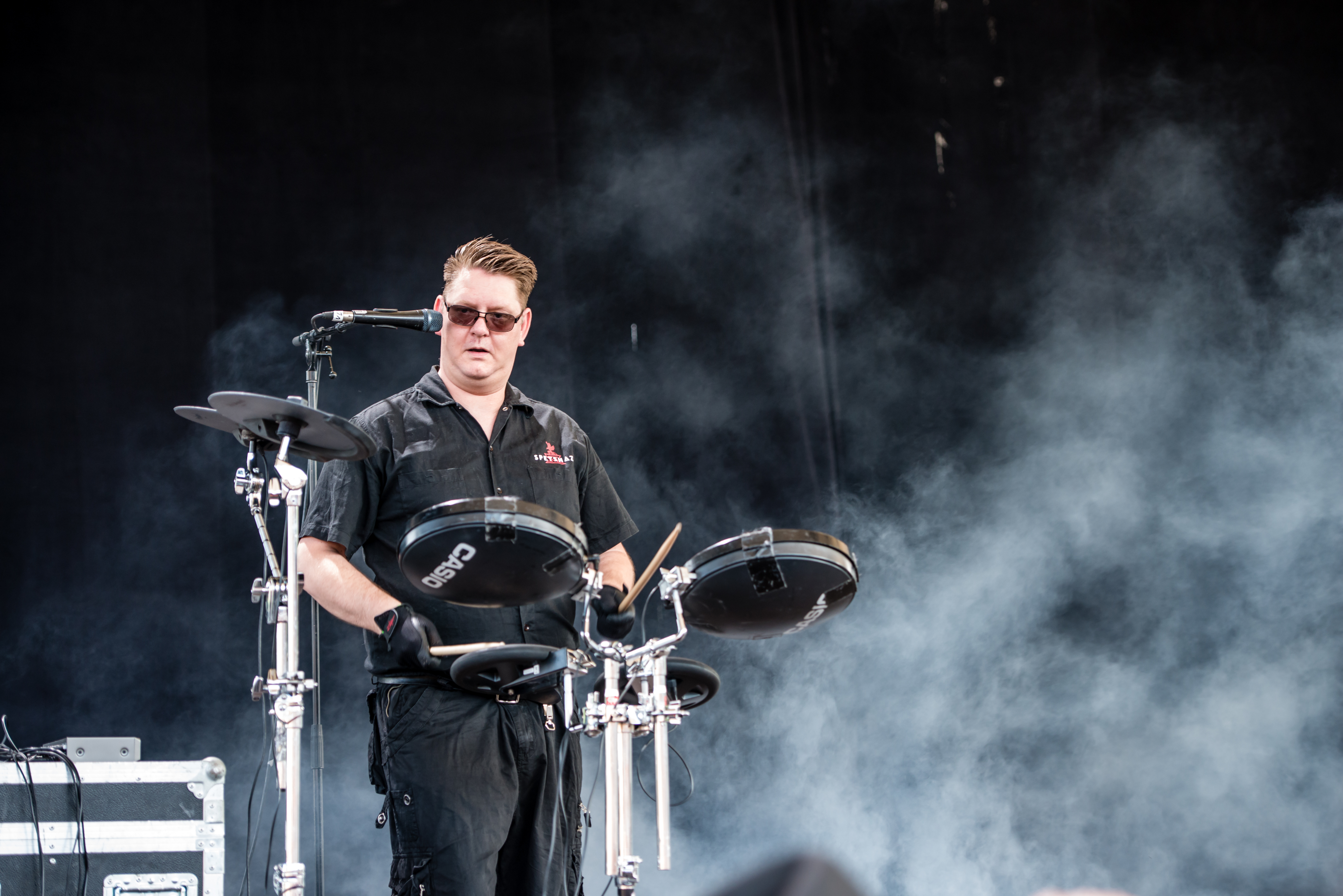
Stefan Nilsson
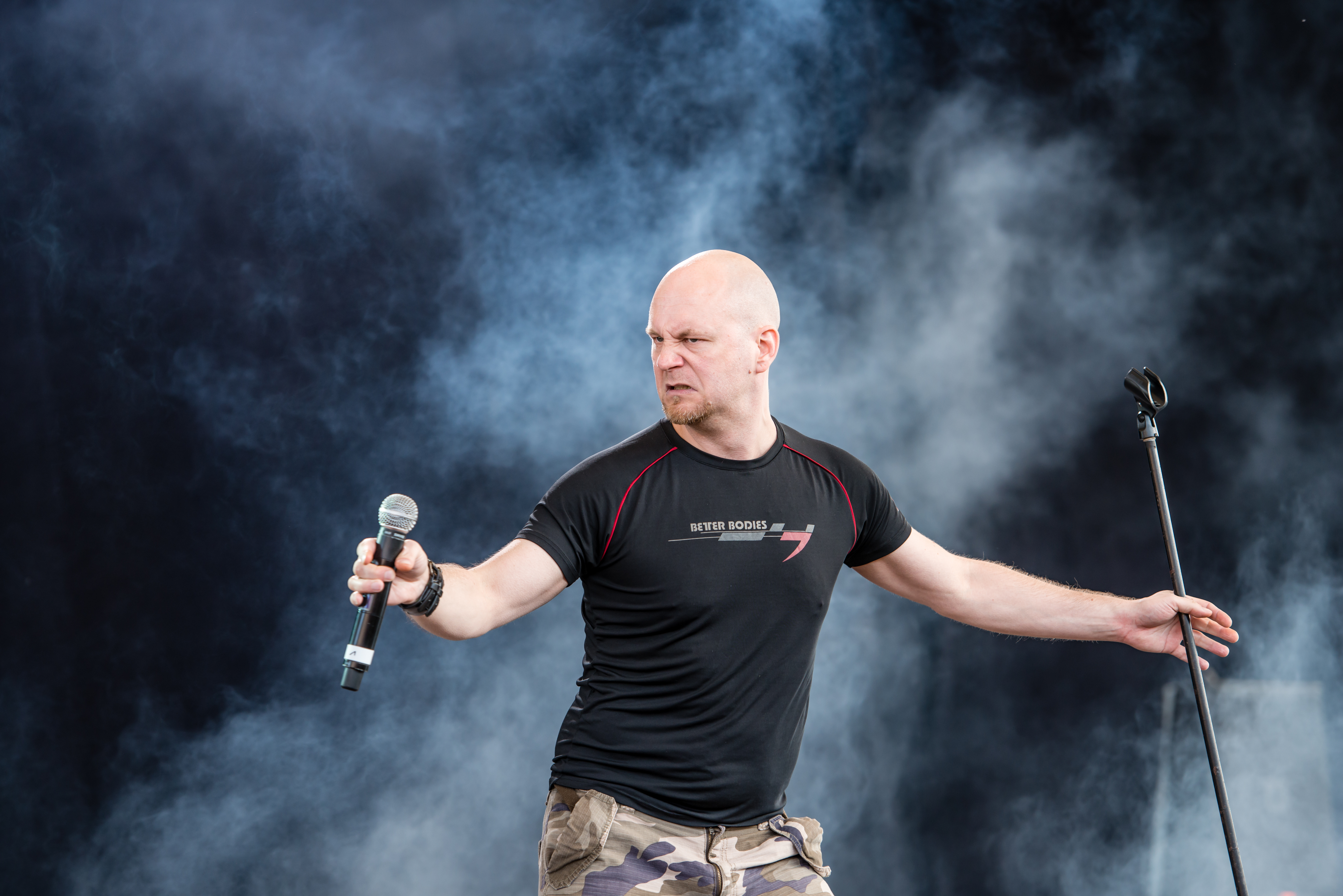
Pontus Stålberg

## Diskografie

### Alben
- 2004: Grand Design – Re-Designed
- 2005: Totalitär
- 2007: Deadpan
- 2013: For Generations to Come

### Singles
- 2003: Choose Your Weapons – Demo
- 2004: Perfect Body
- 2005: Degenerate Ones
- 2006: Hardcore Hooligans

### Remixe
- 2006: Combichrist – Get Your Body Beat
- 2007: Obscenity Trial – Daydream
- 2008: Hocico – Blindfold

### Sonstiges
- 2003: To the Core (CDr, Promo)
- 2003: Spetsnaz (CDr, Promo)